# Carl Heinz Carell
Carl Heinz Carell (auch Carl Heinz Charrell; * 16. Dezember 1893 als Carl Heinrich Elimar Wilhelm Rudolph Alfred Carell in Oldenburg; † 5. Juni 1958 in Berlin) war ein deutscher Bühnen- und Filmschauspieler, Autor sowie Hörspiel- und Synchronsprecher.

## Leben und Karriere
Carl Heinz Carells Schauspielkarriere bestand hauptsächlich aus Theaterrollen, er wurde als „Berliner Künstler der heiteren Muse“ beschrieben. 1920 schrieb er außerdem das Drehbuch zu Rudi Bachs Stummfilm Die Erbschaft der Inge Stanhope. Carells wenige Filmauftritte als Schauspieler waren dagegen meistens auf Nebenrollen beschränkt, etwa sein Irrenhaus-Pförtner in Richard Oswalds Unheimliche Geschichten (1932) oder der Justizrat in der Komödie Die Umwege des schönen Karl (1938) neben Heinz Rühmann. Insgesamt spielte Carl Heinz Carell zwischen 1920 und 1955 in mindestens zwölf Filmproduktionen.
In der Nachkriegszeit betätigte sich der Schauspieler auch als Synchronsprecher bei mindestens über 30 amerikanischen Filmen. Bis zu seinem Tod sprach Carell meist ältere Charakterdarsteller wie Walter Brennan (in Über den Todespaß und Liebe in der Wildnis), James Gleason (in Die Nacht des Jägers), John Carradine (in Johnny Guitar – Wenn Frauen hassen), Victor Moore (in Das verflixte 7. Jahr) und Slim Summerville (in der 1952er-Synchronisation von Im Westen nichts Neues). Außerdem war Carell als Sprecher in Hörspielen zu hören, etwa als Tschomboq in Fährten in der Prärie nach Karl May.
Von 1934 bis zur Scheidung 1953 war Carell mit der Schneiderin Helene Zipper verheiratet.

## Filmografie
- 1920: Die Erbschaft der Inge Stanhope (auch Drehbuch)
- 1931: M
- 1932: Kuhle Wampe oder: Wem gehört die Welt?
- 1932: Unheimliche Geschichten
- 1936: August der Starke
- 1937: Gabriele eins, zwei, drei
- 1937: Der Biberpelz
- 1938: Die Umwege des schönen Karl
- 1949: Mädchen hinter Gittern
- 1950: Herbstgedanken
- 1950: Die Treppe
- 1955: Herr über Leben und Tod